# Ulica Tomaszowska we Wrocławiu
Ulica Tomaszowska – ulica położona we Wrocławiu na osiedlu Huby, w dawnej dzielnicy Krzyki. Ma 366 m długości i biegnie od ulicy Wesołej do ulicy Kamiennej. Ulica przebiega przez obszar wpisany do gminnej ewidencji zabytków pod pozycją Huby i Glinianki, którego historyczny układ urbanistyczny podlega ochronie. Ponadto przy ulicy i w najbliższym otoczeniu znajdują się obiekty wpisane do gminnej ewidencji zabytków.

## Historia
Obszar osiedla Huby przez który przebiega ulica Tomaszowska został włączony w granice miasta w 1868 r.. Ulica powstała wraz z rozwojem osiedla i prowadzoną tu w pierwszym dwudziestoleciu XX wieku zabudową, na którą składały się kamienice czynszowe w układzie pierzejowym, przy czym w latach 1900-1910 przy ulicy powstało 18 kamienic. Były one budowane w stylistyce bliskiej secesji, z bryłami nakrytymi mansardowymi dachami i często wzbogacanymi malowniczymi szczytami, balkonami i wykuszami. Charakterystyczną cechą ówcześnie ukształtowanego układu urbanistycznego tutejszej zabudowy jest, w przeciwieństwie do ówczesnej zabudowy w wielu innych rejonach miasta, brak oficyn, który umożliwił zagospodarowanie wewnętrznych podwórek terenami zieleni. Przed częścią domów urządzono także przedogródki. Do 1915 r. wytyczono także poprzeczne do ulicy Tomaszowskiej ulice: Przestrzenną i Kamienną.
W rejonie osiedla Huby pod koniec II wojny światowej, podczas oblężenia Wrocławia w 1945 r., prowadzone były działania wojenne. Front dotarł do ulicy Przestrzennej (Goethego), przecianającej ulicę Tomaszowską, około 25–26 marca 1945 r. Trwały tu zacięte i bezpardonowe walki niemal o pojedyncze budynki. W wyniku tych działań znaczna część zabudowy uległa zniszczeniu, choć niektórzy autorzy publikacji wskazują, że w tym rejonie miasta bardzo dużo zniszczeń było wynikiem podpaleń dokonanych przez żołnierzy Armii Radzieckiej dokonanych po zdobyciu tego obszaru.
Odbudowę i nową zabudowę w tej części miasta rozpoczęto w latach 50. XX wieku i kontynuowano w latach 60. XX wieku. Część zabudowy ulicy została zachowana, a w ramach budowy osiedla mieszkaniowego „Huby”, oprócz typowych bloków wolnostojących budowano także budynki w zabudowie plombowej.
W latach 2011–2016 przeprowadzono inwestycję polegającą na zagospodarowaniu wnętrza międzyblokowego Gajowa-Tomaszowska-Wesoła-Przestrzenna, położonego w podwórzy budynków ulicy Tomaszowskiej od numeru 2 do numeru 14. Koszt przeprowadzonych robót przekroczył 800 tysięcy złotych. Natomiast w 2015 r. zbudowano drogi rowerowe przy ulicy Kamiennej na odcinku od ulicy Borowskiej do ulicy Hubskiej (długość 1060 m) w ramach programu Rowerowy Wrocław – bezpieczne trasy rowerowe w centrum.

## Nazwa
W swojej historii ulica nosiła następujące nazwy:
- Fichtestrasse, do 7.11.1946 r.[9][11][23][24]
- Tomaszowska, od 7.11.1946 r.[1][9][11][23].

Niemiecka nazwa ulicy upamiętniała Johanna Gottlieba Fichte, urodzonego 15.05.1762 r. w Rammenau, zmarłego 29.01.1814 r. w Berlinie, niemieckiego filozofa. Współczesna nazwa ulicy została nadana uchwałą Miejskiej Rady Narodowej z dnia 7.11.1946 r. nr 184.

## Układ drogowy
Ulica Tomaszowska biegnie od ulicy Wesołej do ulicy Kamiennej. Ulica łączy się z następującymi drogami kołowymi:
| Powiązanie   | kierunek | Droga                          | Fotografia | Opis                  |
| ------------ | -------- | ------------------------------ | ---------- | --------------------- |
| skrzyżowanie | ← →      | ulica Wesoła                   |            | w lewo i w prawo      |
| skrzyżowanie | ←        | łącznik do ulicy Gajowej       |            | w lewo                |
| skrzyżowanie | ← →      | ulica Przestrzenna             |            | w lewo i w prawo      |
| skrzyżowanie | ← →      | ulica Kamienna klasy zbiorczej |            | lewa góra i prawy dół |

## Drogi przypisane do ulicy

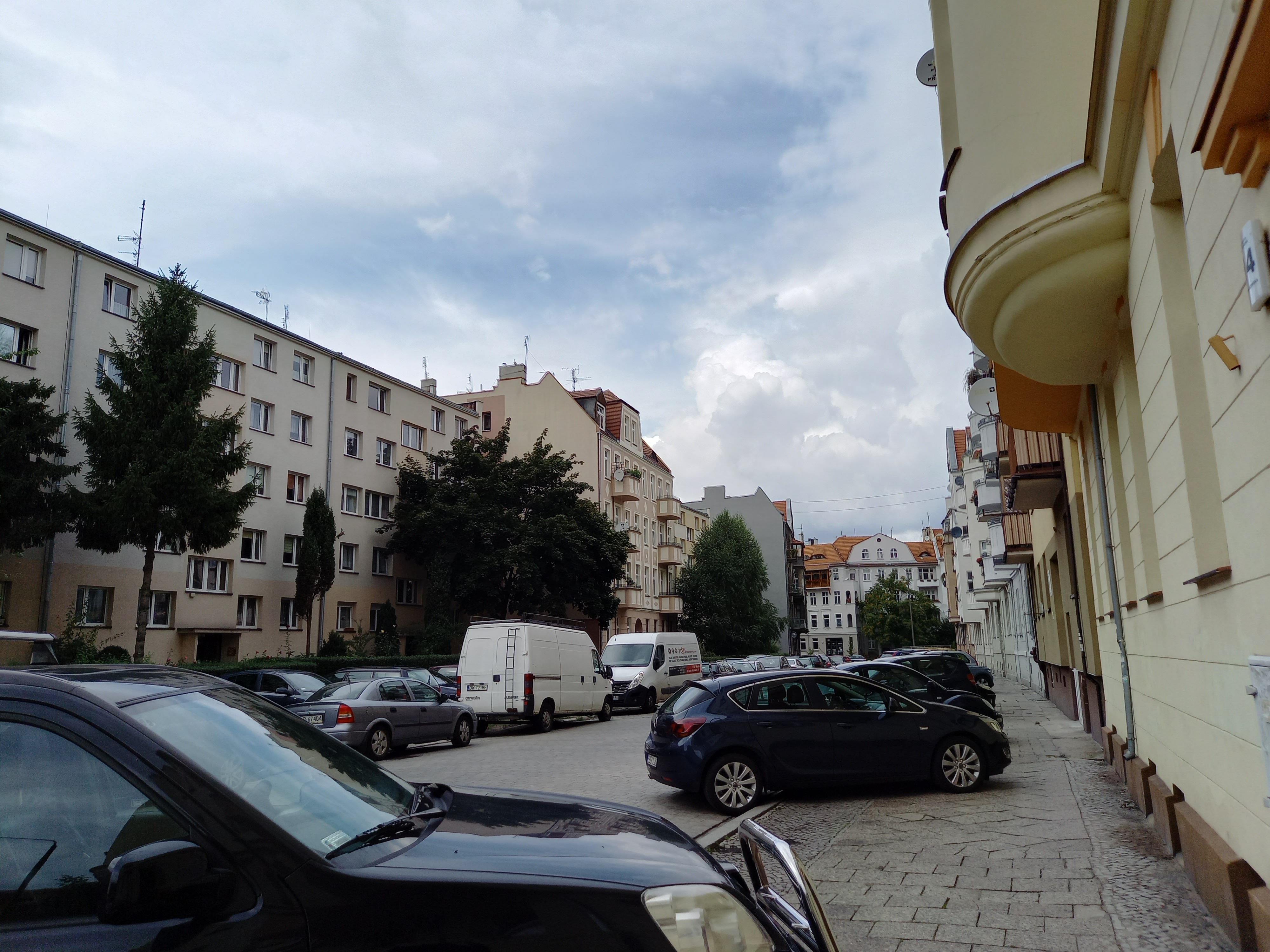
Od nr 14 w kierunku ul. Wesołej

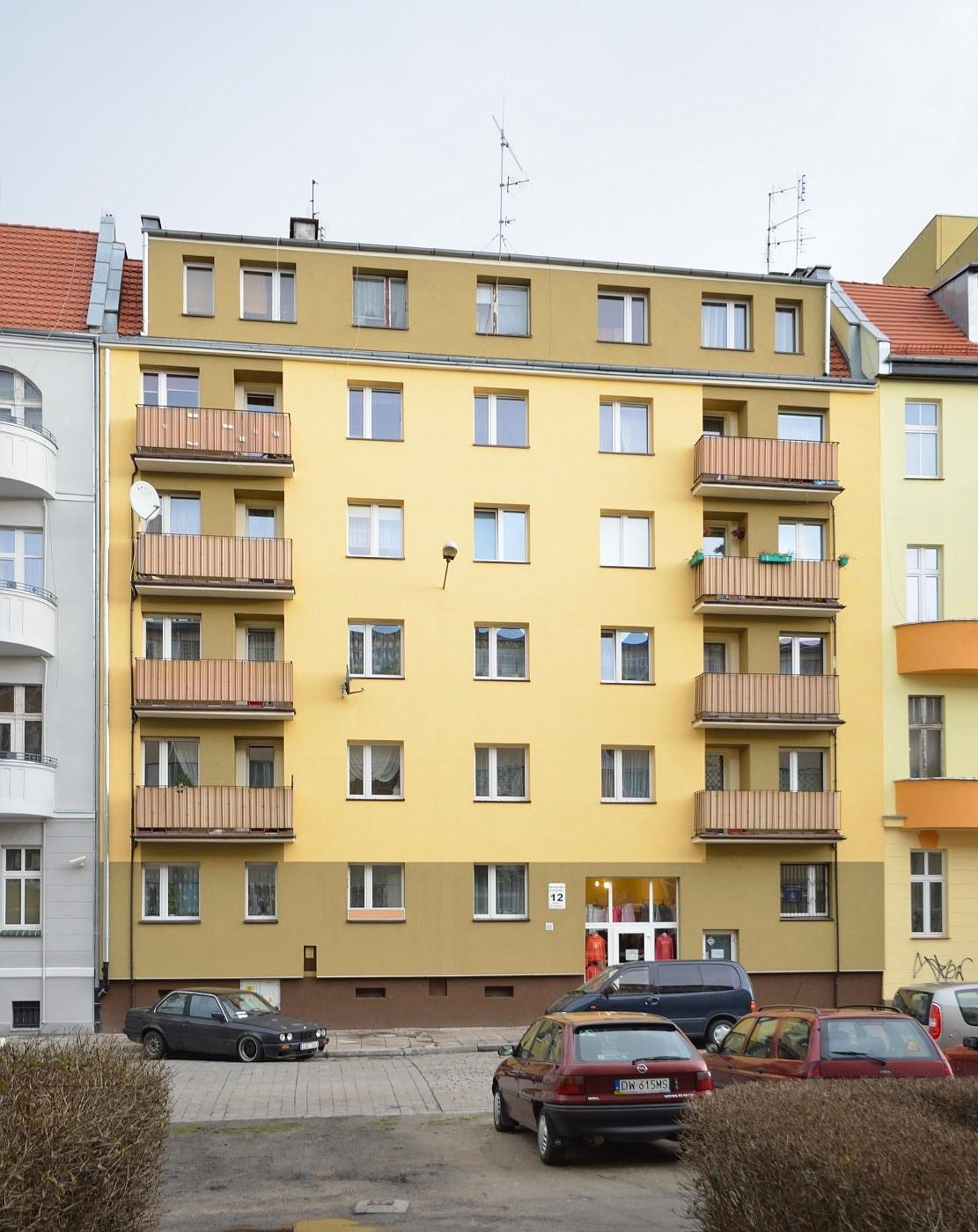
Ul. Tomaszowska 12

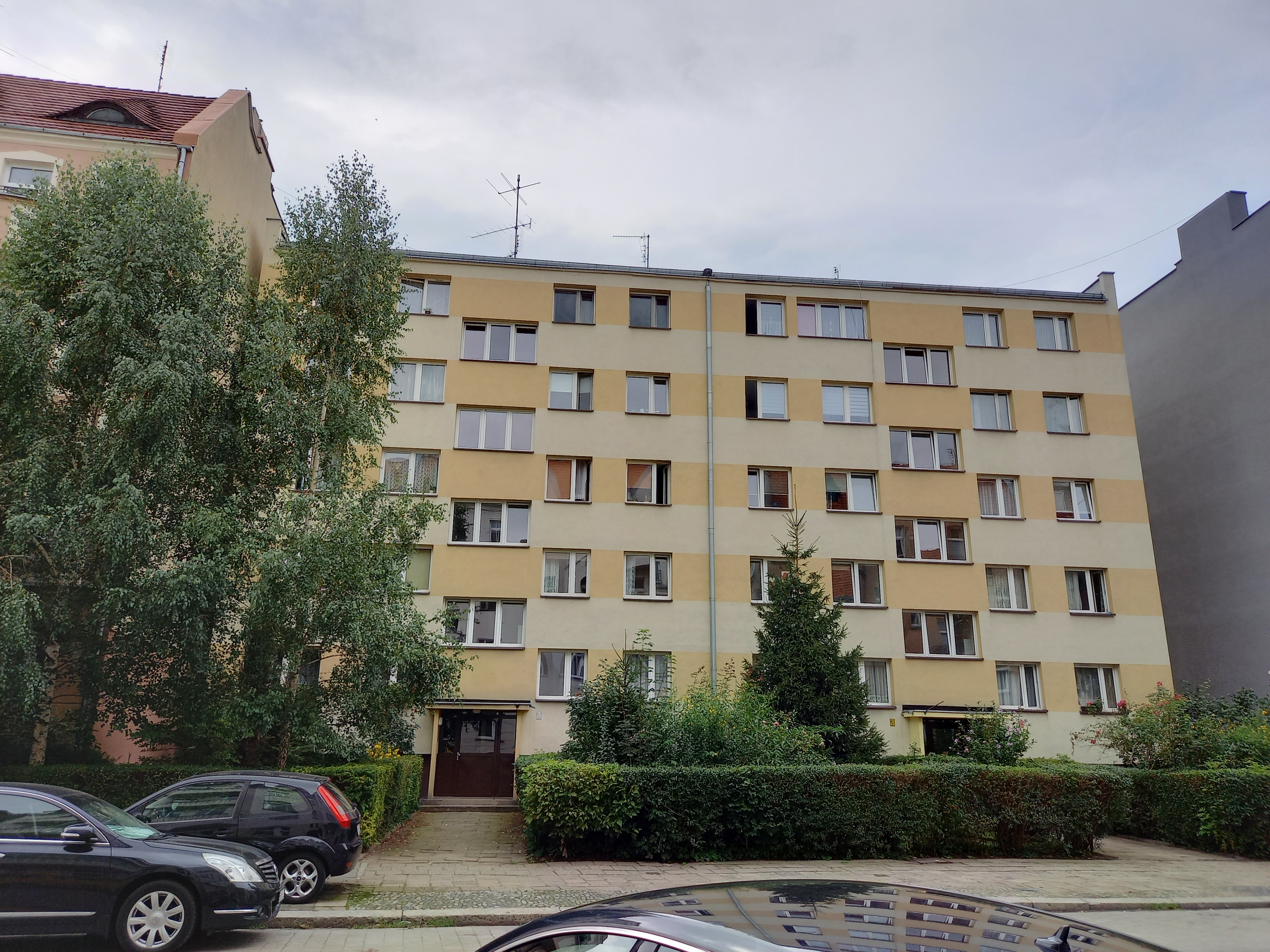
Ul. Tomaszowska 3-5

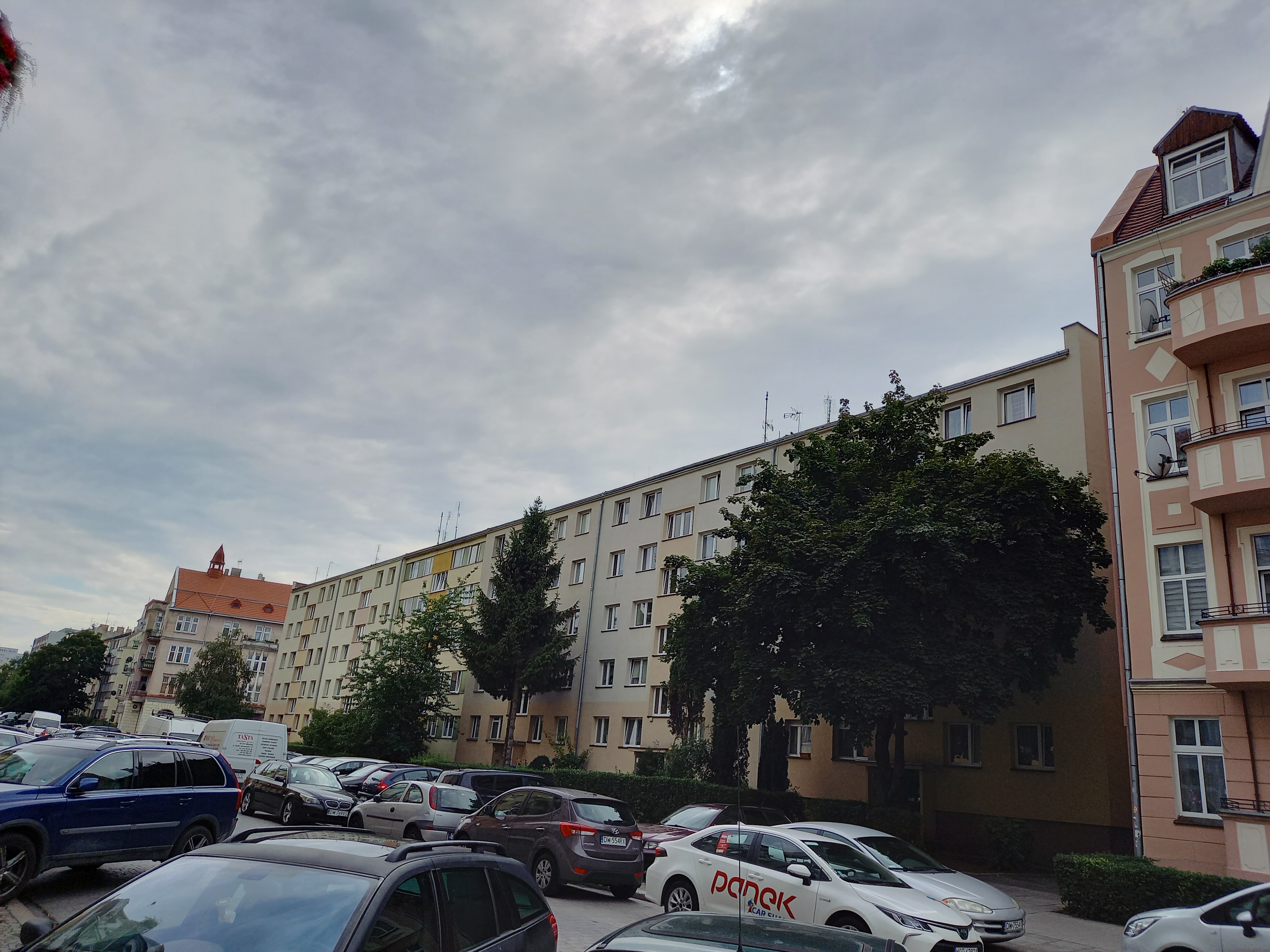
Ul. Tomaszowska 9-17a

Do ulicy Tomaszowskiej przypisana jest droga gminna o długości 366. m (numer drogi 105704D, numer ewidencyjny drogi G1057040264011). Ulica położona jest na działce ewidencyjnej o powierzchni  5964 m². Nawierzchnia ulicy wykonana jest jako brukowana z kamiennej kostki granitowej. Ulica przebiega przez teren położony na wysokości bezwzględnej od 120,6 (początek ulicy – północny kraniec) do 122,8 (koniec ulicy – południowy kraniec) m n.p.m..
Ulica (podobnie jak powiązane z nią pozostałe ulice z wyjątkiem ulicy Kamiennej) położona jest w strefie ograniczenia prędkości do 30 km/h. Wskazana jest w ramach tej strefy dla ruchu rowerowego w powiązaniu z drogami rowerowymi biegnącymi wzdłuż ulicy Kamiennej. Przy skrzyżowaniu z tą ulicą znajduje się także stacja roweru miejskiego.

## Zabudowa i zagospodarowanie
Ulica przebiega przez obszar zabudowy śródmiejskiej. Wzdłuż ulicy Tomaszowskiej w charakterze zabudowy dominuje ciągła zabudowa pierzejowa, na którą składają się zachowane kamienice, powojenne bloki plombowe i wolnostojące oraz późniejsza zabudowa uzupełniającą. W budynkach przeważa funkcja mieszkalna. Taki charakter zabudowy kontynuowany jest na powiązanych, wyżej wykazanych ulicach. Zabudowa ma wysokość od czterech do sześciu kondygnacji. Na końcu ulicy za ulicą Kamienną położony jest plac Ludwika Zamenhofa z urządzony w jego obrębie miasteczkiem ruchu drogowego.

## Punkty adresowe i budynki
Punkty adresowe przy ulicy Tomaszowskiej (wg stanu na 2021 r.):
- strona zachodnia – numery nieparzyste:
  - ulica Tomaszowska 1[46]: kamienica[5] mieszkalna (5 kondygnacji)[47]
  - ulica Tomaszowska 3[48]: budynek mieszkalny (5 kondygnacji)[49]
  - ulica Tomaszowska 5[50]: budynek mieszkalny (5 kondygnacji)[51]
  - ulica Tomaszowska 7[52]: kamienica[5] mieszkalna (5 kondygnacji)[53]
  - ulica Tomaszowska 9[54]: budynek mieszkalny (5 kondygnacji)[55]
  - ulica Tomaszowska 11[56]: budynek mieszkalny (5 kondygnacji)[57]
  - ulica Tomaszowska 13[58]: budynek mieszkalny (5 kondygnacji)[59]
  - ulica Tomaszowska 15[60]: budynek mieszkalny (5 kondygnacji)[61]
  - ulica Tomaszowska 17[62]: budynek mieszkalny (5 kondygnacji)[63]
  - ulica Tomaszowska 17a[64]: budynek mieszkalny (5 kondygnacji)[65]
  - ulica Tomaszowska 19[66]: kamienica[5] mieszkalna (4 kondygnacji)[67]
  - ulica Tomaszowska 21[68]: kamienica[5] mieszkalna (5 kondygnacji)[69]
  - ulica Tomaszowska 23[70]: budynek mieszkalny (5 kondygnacji)[71]
  - ulica Tomaszowska 25[72]: budynek mieszkalny (5 kondygnacji)[73]
  - ulica Tomaszowska 27[74]: budynek mieszkalny (5 kondygnacji)[75]
  - ulica Tomaszowska 29[76]: kamienica[5] mieszkalna (5 kondygnacji)[77]
- strona wschodnia – numery parzyste:
  - ulica Tomaszowska 2[78]: budynek mieszkalny (6 kondygnacji)[79]
  - ulica Tomaszowska 4[80]: kamienica[5] mieszkalna (4 kondygnacji)[79]
  - ulica Tomaszowska 6[81]: kamienica[5] mieszkalna (5 kondygnacji)[82]
  - ulica Tomaszowska 8[83]: kamienica[5] mieszkalna (5 kondygnacji)[82]
  - ulica Tomaszowska 10[84]: kamienica[5] mieszkalna (5 kondygnacji)[82]
  - ulica Tomaszowska 12[85]: budynek mieszkalny (5 kondygnacji)[86]
  - ulica Tomaszowska 14[87]: kamienica[5] mieszkalna (5 kondygnacji)[88]
  - ulica Tomaszowska 16[89]: budynek mieszkalny (6 kondygnacji)[90]
  - ulica Tomaszowska 18[91]: budynek mieszkalny (6 kondygnacji)[90]
  - ulica Tomaszowska 20[92]: kamienica[5] mieszkalna (6 kondygnacji)[93]
  - ulica Tomaszowska 22[94]: kamienica[5] mieszkalna (6 kondygnacji)[95]
  - ulica Tomaszowska 24[96]: kamienica[5] mieszkalna (5 kondygnacji)[97]
  - ulica Tomaszowska 26[98]: kamienica[5] mieszkalna (4 kondygnacji)[99]
  - ulica Tomaszowska 28[100]: budynek mieszkalny (6 kondygnacji)[101].

## Zieleń
Tereny zieleni oraz inna zieleń urządzona w otoczeniu ulicy Tomaszowskiej:
| Nazwa                            | Parametr               | Strona    | Położenie                                            | Fotografia |
| -------------------------------- | ---------------------- | --------- | ---------------------------------------------------- | ---------- |
| Zieleniec przy ul. Przestrzennej | powierzchnia: 2 890 m² | wschodnia | między łącznikiem ulicy Gajowej a ulicą Przestrzenną |            |

Ponadto ulica przebiega przez obszar Hub, gdzie ukształtowana historycznie zabudowa obejmowała pierzeje położone wzdłuż ulic bez zabudowy wnętrz międzyblokowych. Brak oficyn, które pojawiają się w innych częściach Wrocławia, zapewniło ukształtowanie zielonych przestrzeni w podwórzach położonych na tyłach budynków. Przy ulicy Tomaszowskiej znajdują się cztery takie wnętrza w kwartałach ulic:
- strona zachodnia
  - Tomaszowska, Wesoła, Łódzka, Przestrzenna
  - Tomaszowska, Przestrzenna, Łódzka, Kamienna
- strona wschodnia
  - Tomaszowska, Wesoła, Gajowa, łącznik ulicy Gajowej
  - Tomaszowska, Przestrzenna, Gajowa, Kamienna.

## Ochrona i zabytki
Obszar przez który przebiega ulica Tomaszowska podlega ochronie i jest wpisany do gminnej ewidencji zabytków pod pozycją Huby i Glinianki. W szczególności ochronie podlega historyczny układ urbanistyczny w rejonie ulic Suchej, Hubskiej, Kamiennej i Borowskiej, wraz z Parkiem Andersa i zajezdnią oraz osiedlem w rejonie ulic Paczkowskiej i Nyskiej kształtowany sukcesywnie w latach 60. XIX wieku oraz w XX wieku i po 1945 r. Stan zachowania tego układu ocenia się na dobry.
Przy ulicy i w najbliższym sąsiedztwie znajdują się następujące zabytki wpisane do gminnej ewidencji zabytków:
| Obiekt, położenie                                                                                 | Powstanie, rodzaj ochrony              | Fotografia |
| ------------------------------------------------------------------------------------------------- | -------------------------------------- | ---------- |
| strona zachodnia                                                                                  |                                        |            |
| Kamienica ulica Wesoła 35                                                                         | 1904 r. rodzaj ochrony: inny           |            |
| Kamienica ulica Tomaszowska 1                                                                     | 1905 r. rodzaj ochrony: inny           |            |
| Kamienica ulica Tomaszowska 7                                                                     | 1910 r. rodzaj ochrony: inny           |            |
| Kamienica ulica Tomaszowska 19                                                                    | 1908 r. rodzaj ochrony: inny           |            |
| Kamienica ulica Tomaszowska 21                                                                    | lata 1910-1915 rodzaj ochrony: inny    |            |
| Kamienica ulica Tomaszowska 29                                                                    | lata 1910-1915 rodzaj ochrony: inny    |            |
| strona wschodnia                                                                                  |                                        |            |
| Kamienica ulica Tomaszowska 4                                                                     | 1910 r. rodzaj ochrony: inny           |            |
| Kamienica ulica Tomaszowska 6                                                                     | około 1910 r. rodzaj ochrony: inny     |            |
| Kamienica ulica Tomaszowska 8                                                                     | około 1910 r. rodzaj ochrony: inny     |            |
| Kamienica ulica Tomaszowska 10                                                                    | około 1910 r. rodzaj ochrony: inny     |            |
| Kamienica ulica Tomaszowska 14                                                                    | około 1910 r. rodzaj ochrony: inny     |            |
| Skwer miejski (między ul. Gajową a ul. Tomaszowską) ulica Przestrzenna, dz. 11 AM 28 obr Południe | początek XX wieku rodzaj ochrony: inny |            |
| Kamienica ulica Tomaszowska 20                                                                    | lata 1910-1915 rodzaj ochrony: inny    |            |
| Kamienica ulica Tomaszowska 22                                                                    | lata 1910-1915 rodzaj ochrony: inny    |            |
| Kamienica ulica Tomaszowska 24                                                                    | lata 1910-1915 rodzaj ochrony: inny    |            |
| Kamienica ulica Tomaszowska 26                                                                    | lata 1910-1915 rodzaj ochrony: inny    |            |

## Baza TERYT

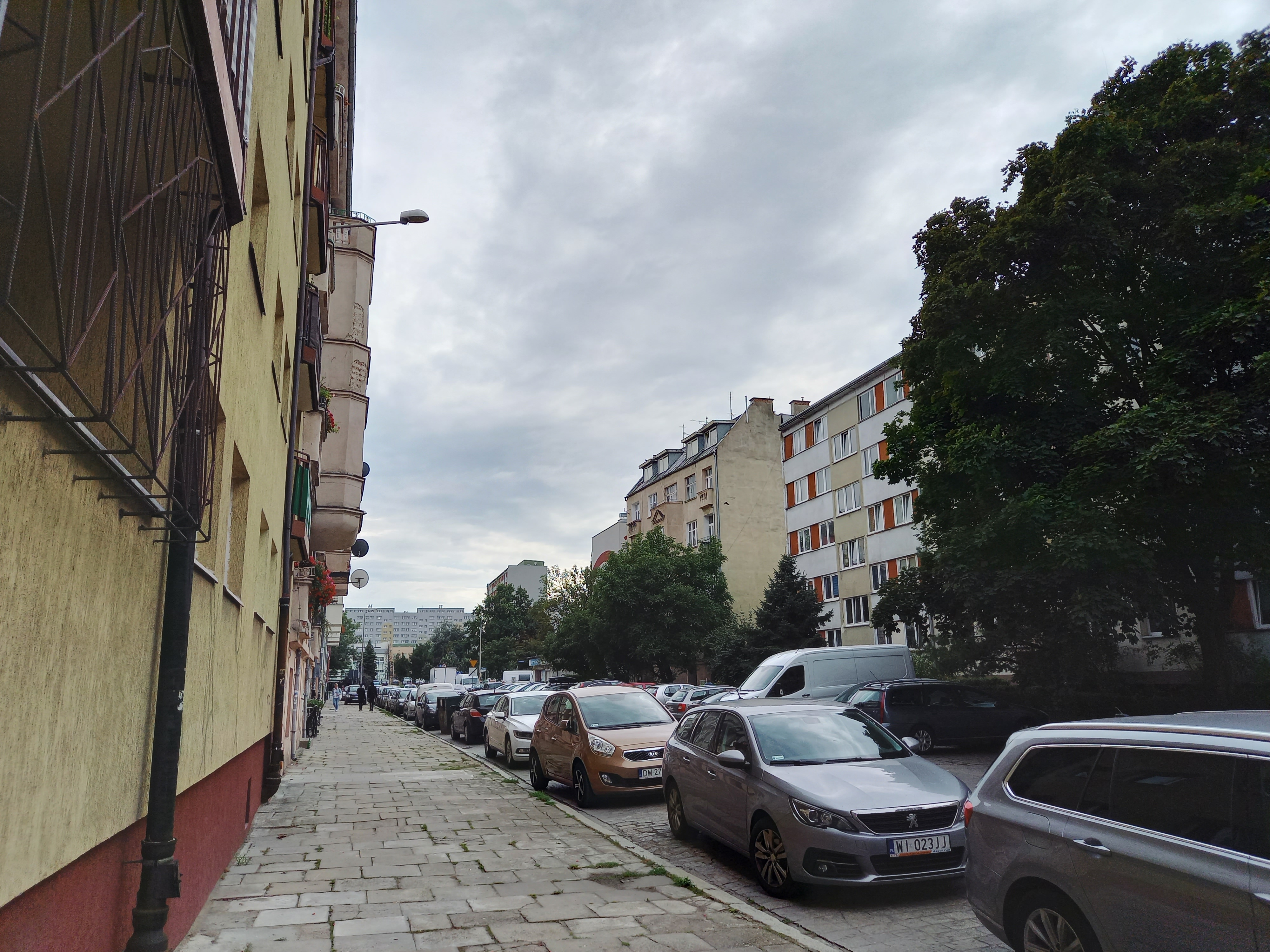
W kierunku ul. Kamiennej

Dane Głównego Urzędu Statystycznego z bazy TERYT, spis ulic (ULIC):
- województwo: DOLNOŚLĄSKIE (02)
- powiat: Wrocław (0264)
- gmina/dzielnica/delegatura: Wrocław (0264011) gmina miejska; Wrocław-Krzyki (0264039) delegatura
- Miejscowość podstawowa: Wrocław (0986283) miasto; Wrocław-Krzyki (0986544) delegatura
- kategoria/rodzaj: ulica
- Nazwa ulicy: ul. Tomaszowska (22856)[139].